# Sanry-lès-Vigy
Sanry-lès-Vigy è un comune francese di 539 abitanti situato nel dipartimento della Mosella nella regione del Grand Est.

## Società

### Evoluzione demografica
Abitanti censiti